# (612245) 2001 QX322
(612245) 2001 QX322, também escrito como (612245) 2001 QX322, é um corpo menor que está localizado no disco disperso, uma região do Sistema Solar. Ele possui uma magnitude absoluta de 6,0 e tem um diâmetro estimado de cerca de 278 quilômetros.

## Descoberta
(612245) 2001 QX322 foi descoberto no dia 19 de agosto de 2001 pelos astrônomos P. Groot, G. A. Esquerdo e D. A. Schuster.

## Órbita
A órbita de (612245) 2001 QX322 tem uma excentricidade de 0,385 e possui um semieixo maior de 57,821 UA. O seu periélio leva o mesmo a uma distância de 35,561 UA em relação ao Sol e seu afélio a 80,080 UA.